# 芒果鈍頭鮠
大鰭鈍頭鮠，為輻鰭魚綱鯰形目鈍頭鮠科的其中一種，為熱帶淡水魚類，分布於亞洲巴基斯坦至泰國淡水流域，體長可達12.5公分，棲息在礫石底質水流快速的溪流底層水域，生活習性不明。

## 扩展阅读
維基物種上的相關：大鰭鈍頭鮠